# سوار در بهار جوانی
سوار در بهار جوانی (به انگلیسی: Blue Spring Ride) یک مجموعه مانگای شوجو ژاپنی است که توسط Io Sakisaka نوشته و تصویرسازی شده‌است. سریال سازی آن در شماره فوریه ۲۰۱۱ مجله Margaret Shueisha آغاز شد و در فوریه ۲۰۱۵ به پایان رسید.
سوار در بهار جوانی در ژاپن مورد تحسین منتقدان قرار گرفت و توسط چندین متخصص صنعت مانگا به عنوان یکی از بهترین مجموعه ژانر شوجو در سال ۲۰۱۴ شناخته می‌شد. این مجموعه در بین نوجوانان و زنان جوانی که با رشد شخصیتی شخصیت اصلی همذات پنداری کردند، محبوبیت پیدا کرد. همچنین سوار در بهار جوانی یکی از پرفروش‌ترین مجموعه‌های مانگا در سال‌های ۲۰۱۳ و ۲۰۱۴ بود.